# Cuencas de los ríos Jarama y Henares
Cuencas de los ríos Jarama y Henares este o arie protejată (arie specială de conservare — SAC, sit de importanță comunitară — SCI) din Spania întinsă pe o suprafață de 36.064 ha, integral pe uscat.

## Localizare
Centrul sitului Cuencas de los ríos Jarama y Henares este situat la coordonatele 40°36′59″N 3°25′45″W / 40.6164°N 3.4292°V.

## Înființare
Situl Cuencas de los ríos Jarama y Henares a fost declarat sit de importanță comunitară în ianuarie 1998 pentru a proteja 78 de specii de animale. Situl a fost protejat și ca arie specială de conservare în decembrie 2011.

## Biodiversitate
Situată în ecoregiunea mediteraneană, aria protejată conține 18 habitate naturale: Păduri termofile cu Fraxinus angustifolia, Lande oro-mediteraneene cu formațiuni endemice de grozamă, Pajiști umede mediteraneene cu ierburi înalte de Molinio-Holoschoenion, Tufărișuri termo-mediteraneene și de pre-deșert, Matorral arborescenți cu Juniperus spp., Râuri mediteraneene cu debit permanent și vegetație de Glaucium flavum, Liziere de ierburi înalte hidrofile de câmpie și de nivel montan până la alpin, Ape puternic oligomezotrofe cu vegetație bentonică cu Chara spp., Păduri de Quercus ilex și Quercus rotundifolia, Lacuri eutrofice naturale cu vegetație de tip Magnopotamion sau Hydrocharition, Râuri mediteraneene cu debit permanent cu specii de Paspalo-Agrostidion și galerii riverane de Salix și de Populus alba, Păduri aluvionare cu Alnus glutinosa și Fraxinus excelsior (Alno-Padion, Alnion incanae, Salicion albae), Galerii de Salix alba și de Populus alba, Iazuri temporare mediteraneene, Pajiști uscate europene, Pseudostepă cu ierburi și specii anuale de Thero-Brachypodietea, Galerii și tufărișuri riverane sudice (Nerio-Tamaricetea și Securinegion tinctoriae), Tufărișuri halo-nitrofile (Pegano-Salsoletea).
La baza desemnării sitului se află mai multe specii protejate:
- păsări (60): dropie (Otis tarda), Aquila adalberti, dumbrăveancă (Coracias garrulus), ciocârlie de pădure (Lullula arborea), stârc cenușiu (Ardea cinerea), Pyrrhocorax pyrrhocorax, erete vânăt (Circus cyaneus), egretă mică (Egretta garzetta), acvilă de munte (Aquila chrysaetos), stârc galben (Ardeola ralloides), vulturul pleșuv sur (Gyps fulvus), barză albă (Ciconia ciconia), fluierarul de zăvoi (Tringa ochropus), Oenanthe leucura, stârc de noapte (Nycticorax nycticorax), gușă albastră (Luscinia svecica), silvie de tufiș (Sylvia undata), piciorong (Himantopus himantopus), pasărea ogorului (Burhinus oedicnemus), privighetoare-de-baltă (Acrocephalus melanopogon), Galerida theklae, rață lingurar (Anas clypeata), șerpar (Circaetus gallicus), buha (Bubo bubo), Falco naumanni, vulturul negru (Aegypius monachus), pescăruș albastru (Alcedo atthis), pițigoi-pungar (Remiz pendulinus), nagâț (Vanellus vanellus), Pterocles orientalis, acvilă de munte (Aquila chrysaetos), Pterocles alchata, Pterocles orientalis, erete cenușiu (Circus pygargus), pițigoi de stuf (Panurus biarmicus), spârcaci (Tetrax tetrax), gaia neagră (Milvus migrans), turturică (Streptopelia turtur), nagâț (Vanellus vanellus), gaia neagră (Milvus migrans), Capîntortură (Jynx torquilla), erete de stuf (Circus aeruginosus), becațină comună (Gallinago gallinago), Hieraaetus fasciatus, Capîntortură (Jynx torquilla), Aquila adalberti, gaia roșie (Milvus milvus), gaia roșie (Milvus milvus), gușă albastră (Luscinia svecica), rața moțată (Aythya fuligula), rață pestriță (Anas strepera), rață mare (Anas platyrhynchos), rață mare (Anas platyrhynchos), rață pitică (Anas crecca), rața moțată (Aythya fuligula), rață-cu-cap-castaniu (Aythya ferina), șoim călător (Falco peregrinus), stârc roșu (Ardea purpurea), acvilă pitică (Hieraaetus pennatus), stârc pitic (Ixobrychus minutus)
- amfibieni (1): Discoglossus galganoi
- mamifere (9): liliac cu urechi de șoarece (Myotis blythii), liliac comun (Myotis myotis), vidră de râu (Lutra lutra), liliac cu aripi lungi (Miniopterus schreibersii), liliacul mediteranean cu potcoavă (Rhinolophus euryale), liliacul cu potcoavă a lui méhely (Rhinolophus mehelyi), liliacul mare cu potcoavă (Rhinolophus ferrumequinum), liliacul mic cu potcoavă (Rhinolophus hipposideros), liliacul mare cu potcoavă (Rhinolophus ferrumequinum)
- nevertebrate (2): fluturele auriu (Euphydryas aurinia), rădașcă (Lucanus cervus)
- pești (5): Luciobarbus comizo, Achondrostoma arcasii, zvârluga (Cobitis taenia), Pseudochondrostoma polylepis, Rutilus alburnoides
- reptile (1): Mauremys leprosa

Pe lângă speciile protejate, pe teritoriul sitului au mai fost identificate 17 specii de păsări, 4 specii de amfibieni, 3 specii de mamifere, 4 specii de nevertebrate.